# Кубок Косова з футболу 2018—2019
Кубок Косова з футболу 2018–2019 — 11-й розіграш кубкового футбольного турніру в Косові після проголошення незалежності. Титул здобув Феронікелі.

## Календар
| Раунд        | Дата                    | Матчі | Клуби  |
| ------------ | ----------------------- | ----- | ------ |
| Перший раунд |                         |       | →      |
| Другий раунд |                         |       | →      |
| Третій раунд |                         |       | → 16   |
| 1/8 фіналу   | 8-9 грудня 2018         | 8     | 16 → 8 |
| 1/4 фіналу   | 9-10 лютого 2019        | 4     | 8 → 4  |
| 1/2 фіналу   | 17 квітня/1 травня 2019 | 4     | 4 → 2  |
| Фінал        | 24 травня 2019          | 1     | 2 → 1  |

## 1/8 фіналу
| Команда 1       | Рахунок      | Команда 2             |
| --------------- | ------------ | --------------------- |
| 8 грудня 2018   |              |                       |
| Лірія           | 0:4          | Приштина              |
| Фуше-Косова (2) | 1:2          | Феріжай               |
| Дріта           | 5:3          | Мінаторі (3)          |
| Беса (Пеже) (2) | 0:0 пен. 2:3 | Веллажнімі (2)        |
| 9 грудня 2018   |              |                       |
| Трепча'89       | 3:0 дч       | Фламуртарі (Приштина) |
| Кіка (2)        | 2:2 пен. 3:1 | Істогу (2)            |
| Балкані         | 3:0          | Г'їлані               |
| Дукаджині (2)   | 0:4          | Феронікелі            |

## 1/4 фіналу
| Команда 1      | Рахунок      | Команда 2  |
| -------------- | ------------ | ---------- |
| 9 лютого 2019  |              |            |
| Феріжай        | 0:1          | Феронікелі |
| 10 лютого 2019 |              |            |
| Приштина       | 0:0 пен. 4:5 | Трепча'89  |
| Веллажнімі (2) | 1:0          | Дріта      |
| Кіка (2)       | 0:1 дч       | Балкані    |

## 1/2 фіналу
| Команда 1               | Заг. | Команда 2  | 1-й матч | 2-й матч |
| ----------------------- | ---- | ---------- | -------- | -------- |
| 17 квітня/1 травня 2019 |      |            |          |          |
| Веллажнімі (2)          | 1:4  | Трепча'89  | 0:4      | 1:0      |
| Балкані                 | 1:4  | Феронікелі | 1:2      | 0:2      |

## Фінал
| 24 травня 2019 21:45 (EEST) |

| Трепча'89 | 1:5      | Феронікелі                                      |
| --------- | -------- | ----------------------------------------------- |
| Муя 73'   | Протокол | Фазілу 16' Хоті 27' Моріна 66' Реджа 70', 90+1' |

| Фаділь Вокрі, Приштина Арбітр: Генц Нуза |